# Dilodendron elegans
Dilodendron elegans là một loài thực vật có hoa trong họ Bồ hòn. Loài này được (Radlk.) A.H.Gentry & Steyerm. mô tả khoa học đầu tiên năm 1987.